# Zsemlékes
Zsemlékes (más néven Hodzsafalva, szlovákul Lipové, 1926-1950 között Hodžovo) község Szlovákiában, a Nyitrai kerületben, a Komáromi járásban.

## Fekvése
Komáromtól 27 km-re északnyugatra fekszik a Gellér-Zsemlékesi-kanális partján, a történelmi Komárom vármegye területén. Zsemlékes zsákfalu, országúton csak Nemesócsa (4 km) felől közelíthető meg, a közeli Bogyával földút köti össze.
Közigazgatási területe hosszan elnyúlik északkeleti irányban. Keletről Nemesócsa, nyugatról Bogya, délről Tany községek határolják.

## Élővilága
Zsemlékesen nem tartanak nyilván gólyafészket.

## Története
Az 1920-as években a csehszlovák "földreform" során keletkezett. Tany, Bogya és Turiszakállas kataszterében, a Komáromi-főcsatorna melletti nagybirtokon létesítették Zsemlékesmajor, Rakottyásmajor és Töröm-puszta területén. Előbbi puszta Bogyához, utóbbi Tanyhoz tartozott. Zsemlékesmajort eredetileg Waldstein János gróf hozta létre, a kolónia alapítása előtt a Kálnoky-család birtoka volt.
A Daxner-féle Telepítési Szövetkezet által irányított kolonizáció Kálnoky Sándor és Nagy Vilmos birtokain kezdődött meg 1921-ben. Az 1050 hektáros területen 79 szlovák család telepedett le (nagyrészt Trencsén környékéről érkeztek).
A telepeskolónia 1926-ban önálló községgé vált Hodžovo (Hodzsafalva) néven. Akkori nevét Milan Hodžáról, az első Csehszlovák Köztársaság prominens szlovák politikusáról kapta. 1930-ban 565 lakosa volt (ebből csak 5 volt magyar nemzetiségű).
1938-ban, a Magyarországhoz való visszacsatoláskor a telepesek egy része elmenekült, de a községet nem szüntették meg (a visszacsatolt területeken csak két telepesfalunak sikerült megtartania közigazgatási önállóságát, Zsemlékesnek és Szilasházának). 1939-ben a község a Zsemlékes nevet kapta.
1945 után a telepesek egy része visszatért, 1950-ben szlovák nevét Lipovéra változtatták. 1965-ben a dunai árvíz itt is súlyos károkat okozott.
1989 után rekonstruálták a templomot, új hidat építettek, és 1992-re befejezték a község bekötését a gázhálózatba. A faluban kultúrház és könyvtár működik, postahivatala Nemesócsán van.

## Népessége
| Év:            | 1994. | 2004.    | 2014.    | 2024.   |
| -------------- | ----- | -------- | -------- | ------- |
| Emberek száma: | 203   | 180      | 145      | 148     |
| Eltérés:       |       | -11,33 % | -19,44 % | +2,06 % |

| Év:            | 2023. | 2024.   |
| -------------- | ----- | ------- |
| Emberek száma: | 144   | 148     |
| Eltérés:       |       | +2,77 % |

1941-ben 399 lakosa volt.
1991-ben 217 lakosa volt, melynek 80,2%-a szlovák, 17,1%-a magyar nemzetiségű volt. 44,1% volt katolikus, 31,3%-a evangélikus vallású. 89 házából 68 volt lakott.
2001-ben 195 lakosa volt, melynek 82,1%-a szlovák, 14,4%-a magyar nemzetiségű volt. 45,2% volt katolikus, 44,1%-a evangélikus vallású. 89 házából 60 volt lakott.
2006-ban 170 lakosa volt, ebből 19 gyermekkorú, 42 nyugdíjas korú, 109 volt gazdaságilag aktív korú.
2011-ben 159 lakosából 126 szlovák és 24 magyar volt.
2021-ben 142 lakosából 113 (+3) szlovák, 17 (+1) magyar, 7 egyéb és 5 ismeretlen nemzetiségű volt.
Közigazgatási területe 10,6 km², a Komáromi járás legritkábban lakott községe (18 fő/km²).

## Nevezetességek
- Szűz Mária mennybemenetelének szentelt katolikus temploma 1938-ban épült.
- Evangélikus haranglábát 1926-ban állították.
- Törömpusztán fennmaradt egy régi majorsági magtár.

## Képtár

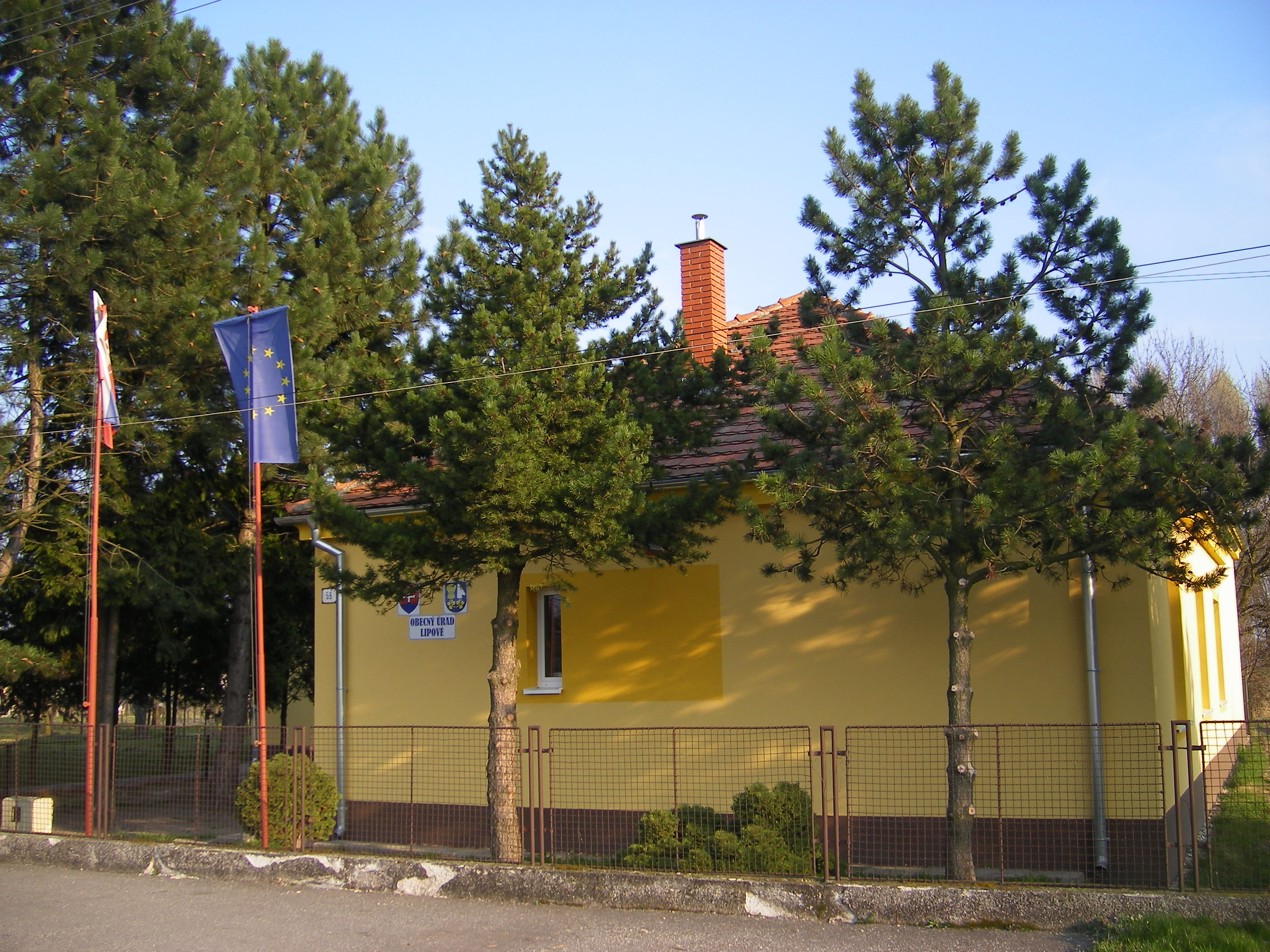
Községháza
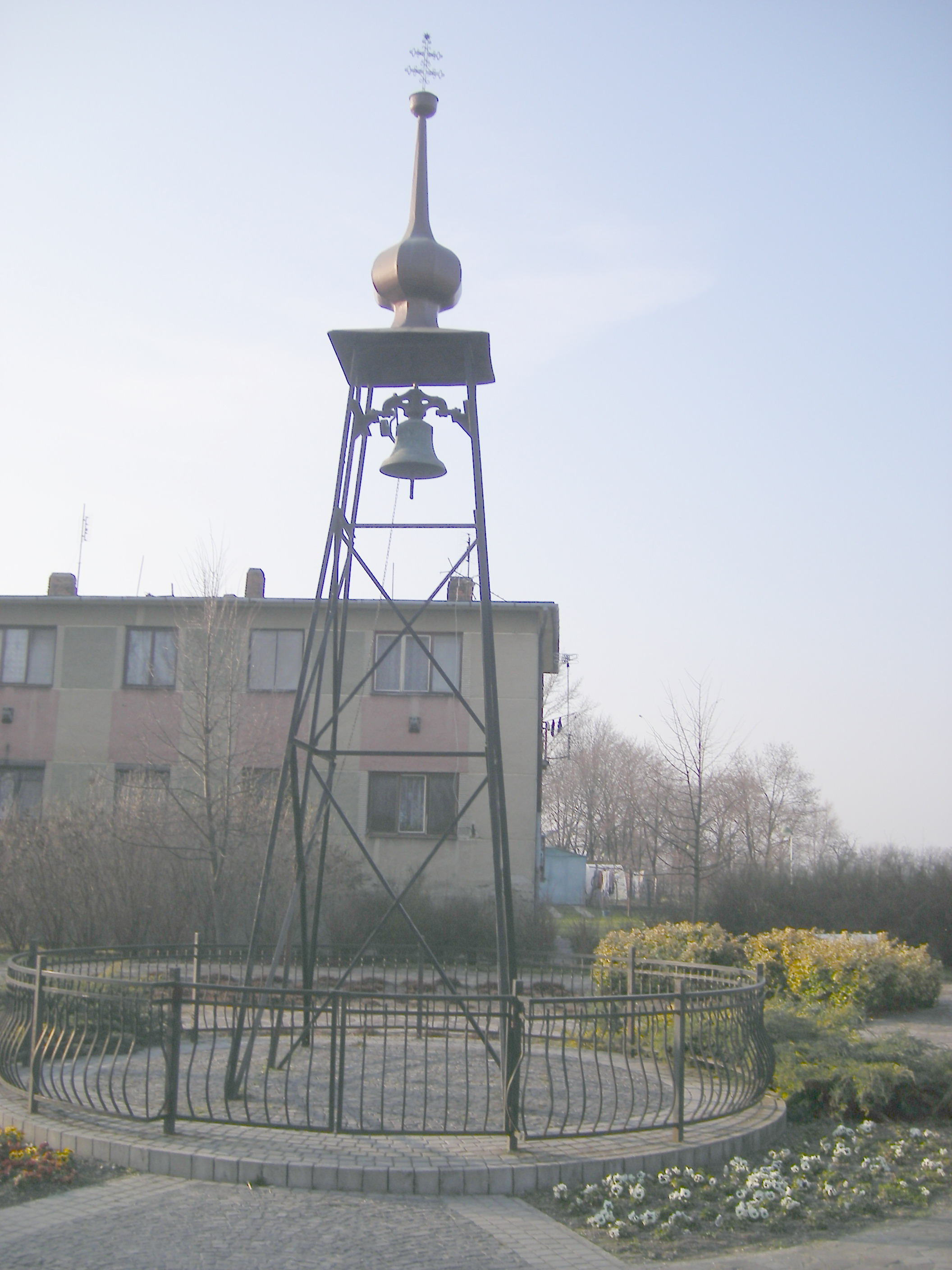
Harangláb
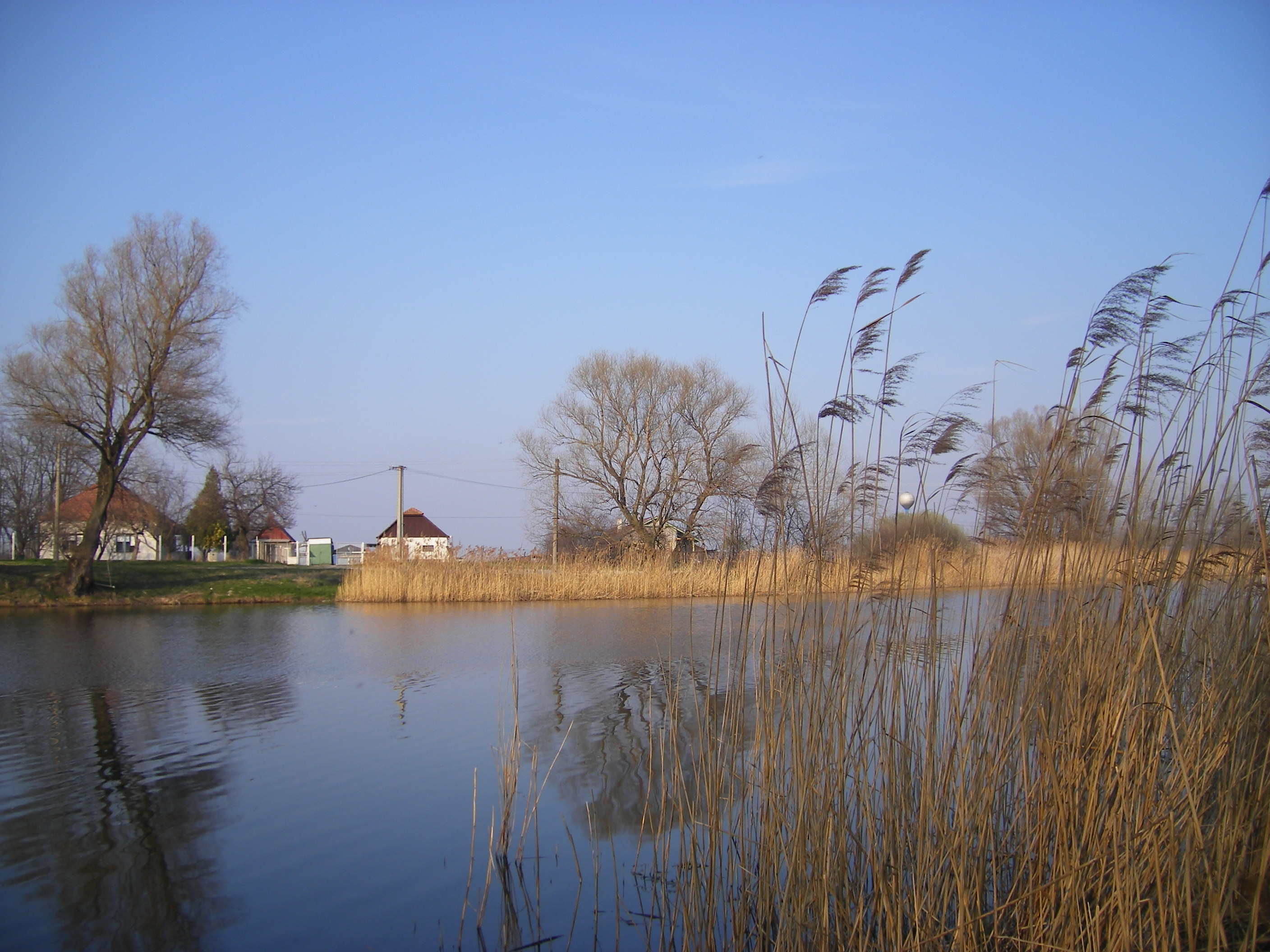
A Zsemlékesi-csatorna partján
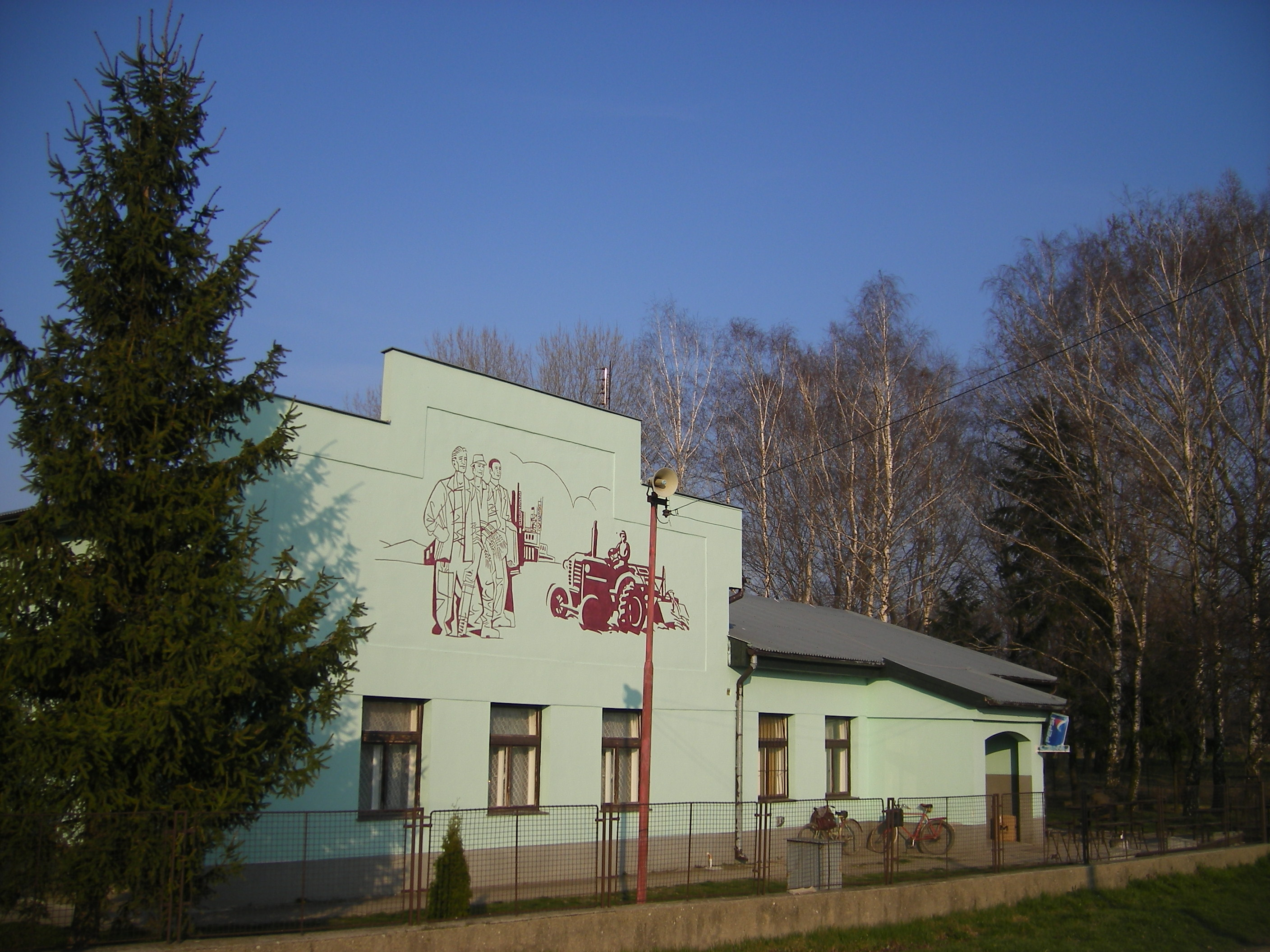
Zsemlékesi részlet
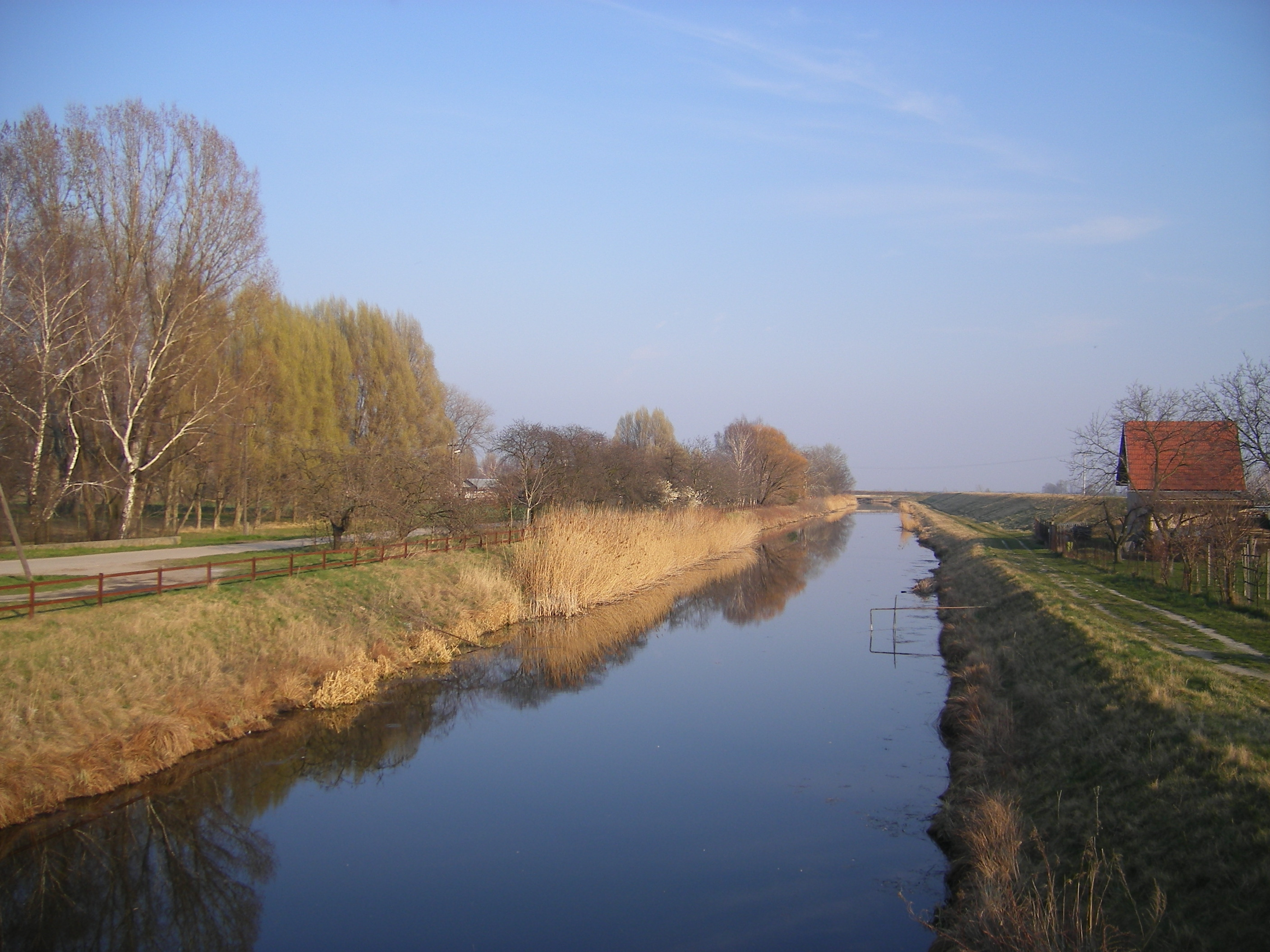
A Zsemlékesi-csatorna
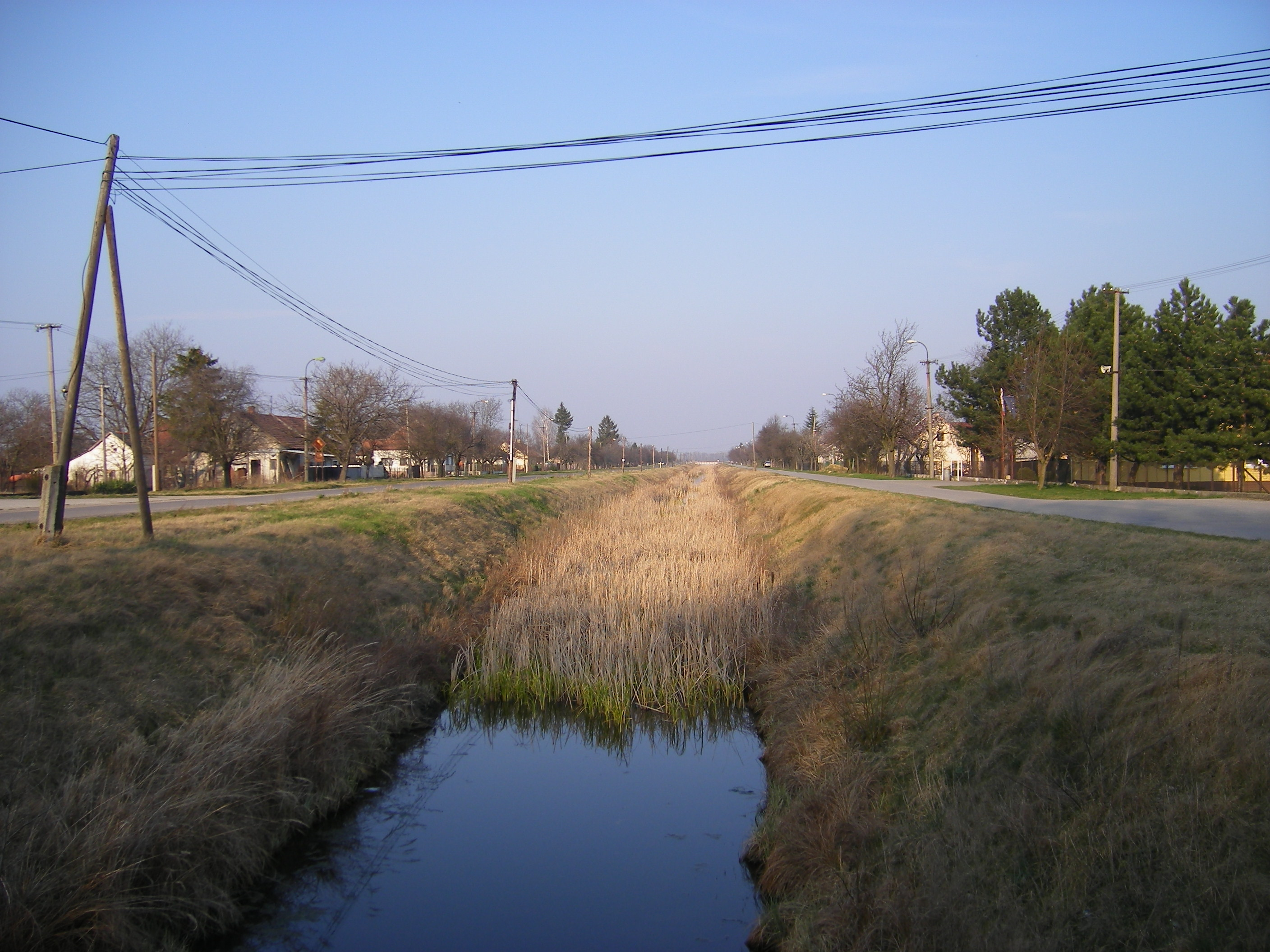
A falu főutcáját kettéosztó csatorna
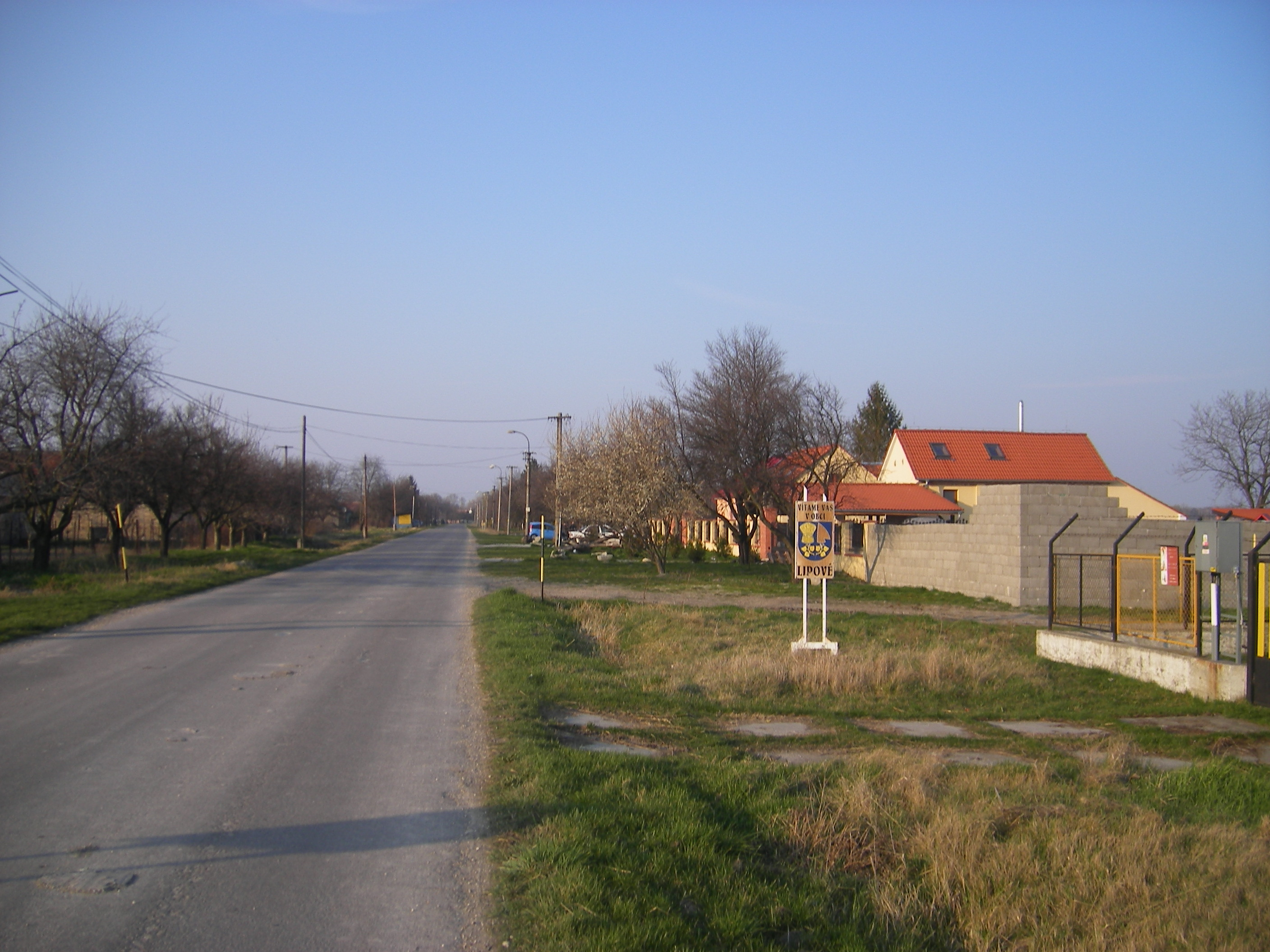
Főutca Nemesócsa felől jövet
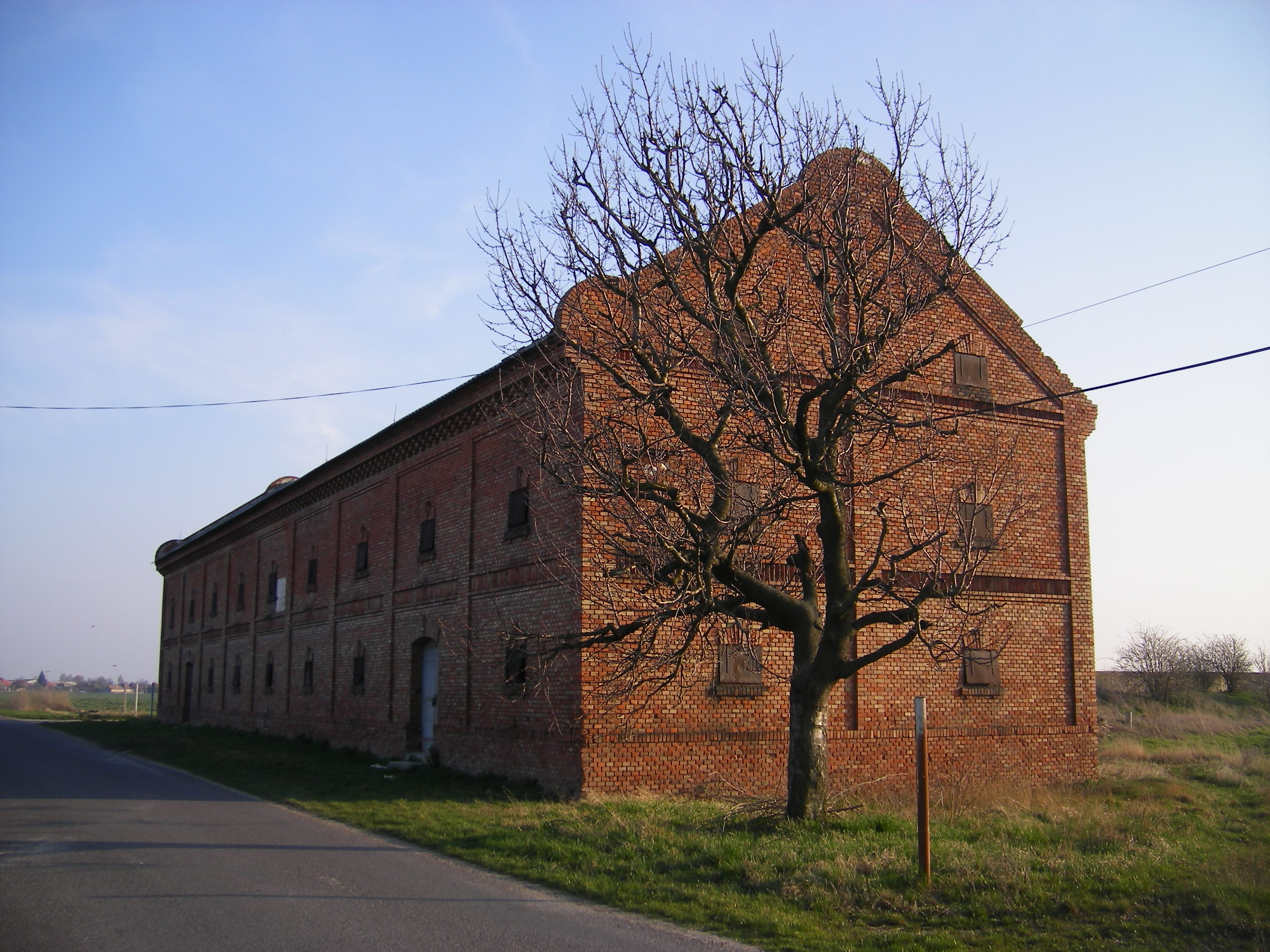
Törömpuszta

## Külső hivatkozások
- Községinfó
- Információk a falu történetéről a komáromi evangélikus honlapon (szlovákul)
- E-obce.sk Archiválva 2009. június 27-i dátummal a Wayback Machine-ben
- Zsemlékes Szlovákia térképén